# Tratado de Resseguro
O Tratado de Resseguro foi um acordo diplomático entre o Império Alemão e o Império Russo que vigorou de 1887 a 1890. Apenas um punhado de altos funcionários em Berlim e São Petersburgo sabiam de sua existência, pois era ultrassecreto. O tratado desempenhou um papel crítico na rede extremamente complexa e engenhosa de alianças e acordos do chanceler alemão Otto von Bismarck, que visava manter a paz na Europa e manter o domínio econômico, diplomático e político da Alemanha.
O tratado previa que ambas as partes permaneceriam neutras se a outra se envolvesse em uma guerra com uma terceira grande potência, mas isso não se aplicaria se a Alemanha atacasse a França ou se a Rússia atacasse a Áustria-Hungria. A Alemanha pagou pela amizade russa concordando com a esfera de influência russa na Bulgária e Rumelia Oriental (agora parte do sul da Bulgária) e concordando em apoiar a ação russa para manter o Mar Negro como sua própria reserva. Depois que a Alemanha se recusou a renovar o tratado em 1890, a Aliança Franco-Russa de 1891-1892 a 1917 rapidamente começou a tomar forma.

## Antecedentes
O Tratado de Resseguro se originou depois que a Dreikaiserbund (Liga dos Três Imperadores) alemão-austríaco-russa caducou em 1887 por causa da competição entre a Áustria-Hungria e a Rússia por esferas de influência nos Bálcãs. No início de 1887, um diplomata russo foi a Berlim para propor um tratado no qual a Rússia seria um neutro amistoso durante uma guerra entre a Alemanha e a França e, em troca, a Alemanha reconheceria o domínio russo na Bulgária e prometeria uma neutralidade amigável se a Rússia se apoderasse do Estreito turco do Império Otomano. Bismarck apoiou fortemente a ideia, mas Alexandre rejeitou o plano até que o ministro das Relações Exteriores, Nikolay Girs, o convenceu de que seria o melhor para a Rússia na ausência de amizade francesa. Bismarck recusou o pedido da Rússia para que a Alemanha permanecesse neutra se a Rússia entrasse em guerra contra a Áustria e explicou que Berlim tinha uma Tríplice Aliança de ferro com Viena.
Bismarck tinha uma política de longo prazo de preservar a paz na Europa, que estava ameaçada pela crescente competição entre a Rússia e a Áustria-Hungria pelo domínio dos Bálcãs. Ele achava que um acordo com a Rússia era essencial para impedir uma aliança russa com a França, e sempre teve a política de manter a França isolada diplomaticamente para evitar que a Alemanha travasse uma guerra em duas frentes contra a França e a Rússia. Bismarck arriscou a expansão da esfera de influência russa em direção ao Mediterrâneo e as tensões diplomáticas com Viena.
O tratado assinado por Bismarck e o ministro das Relações Exteriores da Rússia, Nikolay Girs, tinha duas partes:
1. A Alemanha e a Rússia concordaram em observar uma neutralidade benevolente se alguma delas se envolvesse em uma guerra com um terceiro país. Se a Alemanha atacasse a França ou se a Rússia atacasse a Áustria-Hungria, essa disposição não se aplicaria. Nesses casos, as distintas alianças bilaterais poderiam entrar em vigor. O Tratado de Resseguro aplicava-se apenas se a França ou a Áustria-Hungria fossem os agressores;
2. No protocolo de conclusão mais secreto, a Alemanha declararia neutralidade se a Rússia interviesse contra o controle otomano do Bósforo e dos Dardanelos.

## Não renovação
Depois que o Kaiser Guilherme II removeu Bismarck do cargo em 1890, a Rússia pediu a renovação do tratado, mas a Alemanha recusou. O sucessor de Bismarck, Leo von Caprivi, não sentiu necessidade de apaziguar a Rússia. O establishment da política externa alemã foi unânime em rejeitar a renovação porque o tratado contradizia muitas outras posições alemãs com relação à Áustria, Grã-Bretanha, Romênia e Itália. Por exemplo, o Tratado de Resseguro contradizia o tratado secreto de 1883 no qual a Alemanha e a Áustria prometiam proteger a Romênia, e a Rússia nada sabia sobre esse tratado.
O Kaiser Guilherme II, ainda muito influente na política externa, acreditava que sua amizade pessoal com o czar Alexandre III seria suficiente para assegurar mais relações diplomáticas geniais. Sua maior prioridade era construir relacionamentos melhores com a Grã-Bretanha. As relações anglo-russas há muito eram prejudicadas pela busca da Rússia para assumir o controle do estreito turco, que liga o Mar Negro ao Mediterrâneo. A Grã-Bretanha temia que a expansão russa para o sul ameaçasse os interesses coloniais britânicos no Oriente Médio. A França, desesperada por um aliado, ofereceu ajuda financeira para reconstruir a economia russa e desenvolveu com sucesso a Aliança Franco-Russa em 1894, que acabou com o isolamento francês. A demissão de Bismarck, o temperamento errático de Guilherme II e a política incerta dos homens que sucederam a Bismarck foram causas conjuntas de uma crescente instabilidade internacional.
Em 1896, o aposentado Bismarck causou grande sensação ao revelar a existência do tratado a um jornal alemão. Ele culpou seu sucessor, Caprivi, como responsável pela não renovação em 1890. Bismarck disse que o fracasso do tratado possibilitou que a França e a Rússia se unissem.
O Tratado de Resseguro em si não foi de grande importância, mas o fracasso em renová-lo marcou a virada decisiva do movimento da Rússia para longe da Alemanha e em direção à França e assim foi uma das Causas da Primeira Guerra Mundial, que estourou em 1914.